# Дуссумиерии
Дуссумиерии (лат. Dussumieria) — род лучепёрых рыб семейства сельдевых. Эти морские пелагические рыбы обитают в тропических водах Индо-Тихоокеанской области. Ведут стайный образ жизни. Тело прогонистое, покрыто циклоидной чешуёй, голова голая. Брюшко округлое, киль отсутствует. Спинной плавник сдвинут ближе к хвостовому плавнику. Анальный плавник маленький. Хвостовой плавник вильчатый. Брюшные плавники расположены напротив спинного плавника. В анальном плавнике 14—18 лучей. От прочих сельдевых, за исключением Etrumeus, отличаются многочисленными жаберными лучами (12—17) и прямоугльной предчелюстной костью.  Максимальная длина 20 см. Питаются планктоном. Являются объектом коммерческого промысла.

## Классификация
Ранее род считался монотипическим, в настоящее время в его состав включают 2 вида:
- Dussumieria acuta Valenciennes, 1847 — Обыкновенная дуссумиерия
- Dussumieria elopsoides  Bleeker, 1849 — Низкотелая дуссумиерия